# Curtitoma decussata
Curtitoma decussata är en snäckart som först beskrevs av Couthuoy 1839.  Curtitoma decussata ingår i släktet Curtitoma och familjen kägelsnäckor. Inga underarter finns listade i Catalogue of Life.